# Alchemik (zespół muzyczny)
Alchemik (Alchemik Acoustic Jazz Sextet) – polska jazzowa grupa muzyczna założona w 1997 roku przez Grzegorza Piotrowskiego.
Zespół został założony przez muzyków studiujących wówczas na Wydziale Jazzu i Muzyki Rozrywkowej Akademii Muzycznej w Katowicach Grzegorza Piotrowskiego oraz Roberta Lutego i Marcina Murawskiego. W 1997 wystąpili na festiwalu Jazz nad Odrą, zdobywając pierwszą nagrodę. W 1998 grupa wystąpiła na festiwalu Jazz Hoeilaart w Belgii, gdzie zajęła pierwsze miejsce w konkursie, a Marcin Masecki otrzymał nagrodę indywidualną dla najlepszego solisty festiwalu.
Zespół początkowo funkcjonował i nagrał debiutancką płytę w składzie:
- Grzegorz Piotrowski – saksofon
- Łukasz Golec – trąbka
- Paweł Golec – puzon
- Marcin Masecki
- Marcin Murawski – kontrabas
- Robert Luty – perkusja

Kolejne płyty zostały nagrane już bez udziału braci Golców. W 2003 roku zespół opracował muzykę do filmu Powiedz to, Gabi w reżyserii Rolanda Rowińskiego
Od lata 2008 współpracuje z zespołem Paweł Kaczmarczyk – pianino.

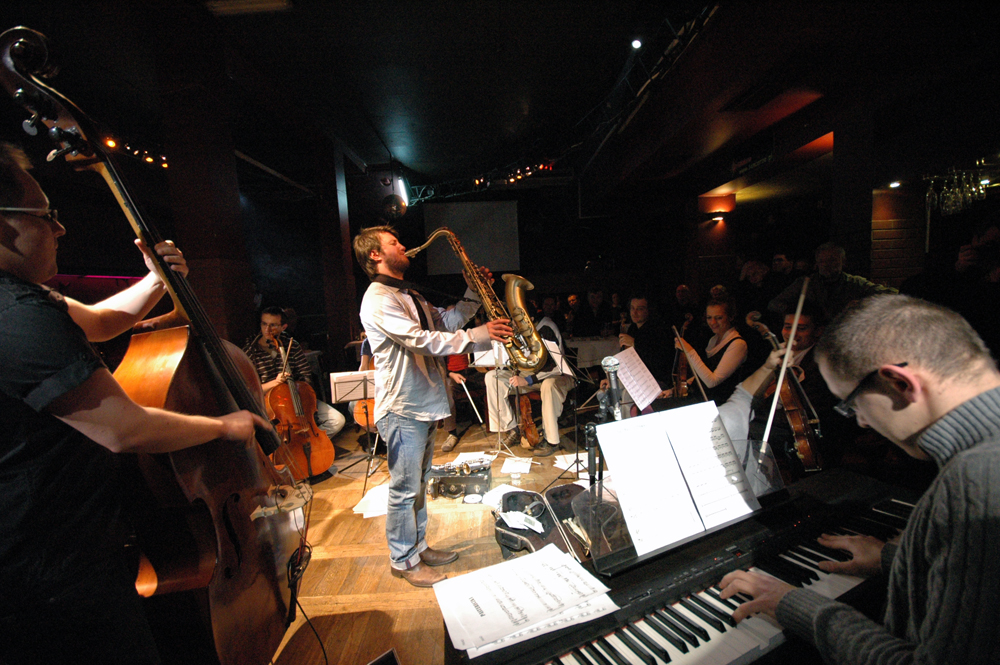
Alchemik Strings w klubie Tygmont, listopad 2008

## Dyskografia
- Alchemik. Acoustic Jazz Sextet (1999)
- Sfera szeptów (2001)
- Powiedz to, Gabi (ścieżka dźwiękowa do filmu Powiedz to, Gabi, 2003)
- Dracula in Bucharest (2004)